# Laeliaena sichuanensis
Laeliaena sichuanensis är en skalbaggsart som beskrevs av Manfred A. Jäch 1995. Laeliaena sichuanensis ingår i släktet Laeliaena och familjen vattenbrynsbaggar. Inga underarter finns listade i Catalogue of Life.